# Maytown, Alabama
Maytown là một thị trấn thuộc quận Jefferson, tiểu bang Alabama, Hoa Kỳ. Dân số năm 2009 là 434 người, mật độ đạt 62 người/km².